# Primera División B Nacional 2022 (Paraguay)
El Campeonato de la Primera División B Nacional 2022 de la Tercera División del fútbol paraguayo, fue la décima primera edición de la Primera División B Nacional, organizado por la Unión del Fútbol del Interior.
Desde el 2014 se definió que los campeonatos de esta división se denomine con su nombre oficial "Campeonato Nacional B" solo en los años impares, cuando otorga un cupo y medio para el ascenso a la División Intermedia y en los años pares se denomine "Torneo Promoción Pre-Intermedia" o "Torneo Promoción Nacional B" ya que solo otorga al ganador el derecho a jugar el repechaje contra el subcampeón de la Primera División B.
En esta edición otorgó una plaza a la División Intermedia 2023 para el campeón.

## Equipos participantes

### Localización
La mayoría de los clubes (14) se concentra en los Departamentos de Itapúa y Alto Paraná. Tres pertenecen al departamento de Caaguazú, dos al de Paraguarí, dos al de Canindeyú, uno al de San Pedro, y el último al de Presidente Hayes.
| Departamento                     | Cantidad | Equipos |
| -------------------------------- | -------- | --- |
| Departamento de San Pedro        | 1        | Deportivo Liberación |
| Departamento de Caaguazú         | 3        | Ovetense - Deportivo Caaguazú- San José                                                                                      |
| Departamento de Itapúa           | 7        | 22 de Setiembre - Pettirossi - 1º de Marzo - Deportivo Itapuense - Sportivo Obrero - Deportivo Juventud - Guaraní (F)        |
| Departamento de Paraguarí        | 2        | Sportivo Carapeguá - Mariscal López                                                                                          |
| Departamento de Alto Paraná      | 7        | Cerro Porteño PF - R.I. 3 Corrales - Gremio Sol del Este - San Alfonso - Obreros Unidos - Patriotas FC - Deportivo Primavera |
| Departamento de Canindeyú        | 2        | Nacional - Salto del Guairá                                                                                                  |
| Departamento de Presidente Hayes | 1        | 12 de Junio |

### Información de equipos
Listado de los equipos que disputarán este torneo. El número de equipos participantes para esta temporada es de 23.
| Equipo               | Ciudad               | Fundación                |
| Cerro Porteño        | Presidente Franco    | 12 de agosto de 1967     |
| R.I. 3 Corrales      | Ciudad del Este      | 29 de septiembre de 1980 |
| Gremio Sol del Este  | Ciudad del Este      | 26 de enero de 2009      |
| San Alfonso          | Minga Guazú          | 7 de diciembre de 2019   |
| Obreros Unidos       | Hernandarias         | 20 de junio de 1985      |
| Patriotas FC         | Hernandarias         | 6 de febrero de 2021     |
| Deportivo Primavera  | Juan León Mallorquín | 21 de septiembre de 1963 |
| Ovetense             | Coronel Oviedo       | 5 de noviembre de 2015   |
| 12 de Junio          | Coronel Oviedo       | 5 de enero de 1936       |
| Deportivo Caaguazú   | Caaguazú             | 16 de septiembre de 2008 |
| 22 de Septiembre FBC | Encarnación          | 3 de octubre de 1906     |
| Pettirossi           | Encarnación          | 25 de noviembre de 1911  |
| 1º de Marzo          | Encarnación          | 1 de marzo de 1947       |
| Deportivo Itapuense  | Encarnación          | 19 de marzo de 2019      |
| Sportivo Obrero      | Edelira              | 4 de octubre de 1977     |
| Deportivo Juventud   | San Cosme y Damián   | 16 de mayo de 2011       |
| Guaraní (F)          | Fram                 | 27 de noviembre de 1949  |
| Sportivo Carapeguá   | Carapeguá            | 3 de septiembre de 2010  |
| Mariscal López       | Carapeguá            | 1 de marzo de 1944       |
| Deportivo Liberación | Liberación           | 21 de agosto de 2014     |
| Nacional             | Salto del Guairá     | 2 de febrero de 1975     |
| Salto del Guairá     | Salto del Guairá     | 5 de julio de 1964       |
| 12 de Junio          | Villa Hayes          | 12 de junio de 1936      |
| -------------------- | -------------------- | ------------------------ |

## Primera fase
Se dividieron en 5 grupos de 4 clubes y 1 de 3 equipos. Clasificaron los 2 mejores de cada grupos y 4 mejores tercero de los grupos integrados con 4 equipos.

### Grupo 1
| Pos. | Equipo                       | Pts. | PJ | G | E | P | GF | GC | Dif. |  |
| ---- | ---------------------------- | ---- | -- | - | - | - | -- | -- | ---- |  |
| 1    | 12 de Junio (Coronel Oviedo) | 14   | 6  | 4 | 2 | 0 | 12 | 4  | +8   |  |
| 2    | Sportivo Carapeguá           | 12   | 6  | 3 | 3 | 0 | 13 | 4  | +9   |  |
| 3    | 1 de Marzo (Encarnación)     | 7    | 6  | 2 | 1 | 3 | 6  | 6  | 0    |  |
| 4    | San Alfonso                  | 0    | 6  | 0 | 0 | 6 | 2  | 19 | −17  |  |

Actualizado a los partidos jugados el 7 de agosto de 2022.
 Fuente: APF
| SF | Clasificados a Segunda Fase |

| MT | Clasificado como mejor tercero |

| Partidos                 | Partidos  | Partidos                 | Partidos               | Partidos    | Partidos | Partidos |
| Equipo 1                 | Resultado | Equipo 2                 | Estadio                | Día         | Hora     |          |
| ------------------------ | --------- | ------------------------ | ---------------------- | ----------- | -------- | -------- |
| San Alfonso              | 0 - 3     | 12 de Junio CO           | R.I. 3 Corrales        | 3 de julio  | 15:00    |          |
| Sportivo Carapeguá       | 1 - 0     | 1 de Marzo (Encarnación) | Municipal de Carapeguá | 3 de julio  | 15:00    |          |
| 12 de Junio CO           | 1 - 1     | Sportivo Carapeguá       | 12 de Junio            | 10 de julio | 14:45    |          |
| San Alfonso              | 0 - 3     | 1 de Marzo (Encarnación) | San Alfonso            | 10 de julio | 14:45    |          |
| Sportivo Carapeguá       | 3 - 0     | San Alfonso              | Municipal de Carapeguá | 17 de julio | 14:45    |          |
| 1 de Marzo (Encarnación) | 0 - 1     | 12 de Junio CO           | 1º de Marzo            | 17 de julio | 14:45    |          |
| 1 de Marzo (Encarnación) | 1 - 1     | Sportivo Carapeguá       | 1º de Marzo            | 24 de julio | 14:45    |          |
| 12 de Junio CO           | 3 - 1     | San Alfonso              | José S. Decoud         | 24 de julio | 14:45    |          |
| Sportivo Carapeguá       | 1 - 1     | 12 de Junio CO           | Municipal de Carapeguá | 31 de julio | 14:45    |          |
| 1 de Marzo (Encarnación) | 1 - 0     | San Alfonso              | Nicolás Giménez        | 31 de julio | 14:45    |          |
| 12 de Junio CO           | 3 - 1     | 1 de Marzo (Encarnación) | José S. Decoud         | 7 de agosto | 15:00    |          |
| San Alfonso              | 1 - 6     | Sportivo Carapeguá       | Paí Coronel            | 7 de agosto | 15:00    |          |

### Grupo 2
| Pos. | Equipo             | Pts. | PJ | G | E | P | GF | GC | Dif. |  |
| ---- | ------------------ | ---- | -- | - | - | - | -- | -- | ---- |  |
| 1    | Obreros Unidos     | 13   | 6  | 4 | 1 | 1 | 9  | 4  | +5   |  |
| 2    | Deportivo Caaguazú | 12   | 6  | 4 | 0 | 2 | 7  | 6  | +1   |  |
| 3    | Sol del Este       | 5    | 6  | 1 | 2 | 3 | 6  | 8  | −2   |  |
| 4    | R.I. 3 Corrales    | 4    | 6  | 1 | 1 | 4 | 4  | 8  | −4   |  |

Actualizado a los partidos jugados el 7 de agosto de 2022.
 Fuente: APF
| SF | Clasificados a Segunda Fase |

| Partidos           | Partidos  | Partidos           | Partidos          | Partidos    | Partidos | Partidos |
| Equipo 1           | Resultado | Equipo 2           | Estadio           | Día         | Hora     |          |
| ------------------ | --------- | ------------------ | ----------------- | ----------- | -------- | -------- |
| Obreros Unidos     | 2 - 0     | R.I. 3 Corrales    | Obreros Unidos    | 3 de julio  | 15:00    |          |
| Deportivo Caaguazú | 2 - 1     | Sol del Este       | Federico Llamosas | 3 de julio  | 15:00    |          |
| Deportivo Caaguazú | 2 - 1     | R.I. 3 Corrales    | Federico Llamosas | 10 de julio | 14:45    |          |
| Sol del Este       | 2 - 2     | Obreros Unidos     | Km 12 Monday      | 10 de julio | 14:45    |          |
| Obreros Unidos     | 2 - 0     | Deportivo Caaguazú | Obreros Unidos    | 17 de julio | 14:45    |          |
| R.I. 3 Corrales    | 2 - 1     | Sol del Este       | R.I. 3 Corrales   | 17 de julio | 14:45    |          |
| R.I. 3 Corrales    | 1 - 2     | Obreros Unidos     | R.I. 3 Corrales   | 24 de julio | 14:45    |          |
| Sol del Este       | 1 - 2     | Deportivo Caaguazú | Km 12 Monday      | 24 de julio | 14:45    |          |
| Obreros Unidos     | 0 - 1     | Sol del Este       | Obreros Unidos    | 31 de julio | 14:45    |          |
| R.I. 3 Corrales    | 0 - 1     | Deportivo Caaguazú | R.I. 3 Corrales   | 31 de julio | 14:45    |          |
| Sol del Este       | 0 - 0     | R.I. 3 Corrales    | Km 12 Monday      | 7 de agosto | 15:00    |          |
| Deportivo Caaguazú | 0 - 1     | Obreros Unidos     | Federico Llamosas | 7 de agosto | 15:00    |          |

### Grupo 3
| Pos. | Equipo                      | Pts. | PJ | G | E | P | GF | GC | Dif. |  |
| ---- | --------------------------- | ---- | -- | - | - | - | -- | -- | ---- |  |
| 1    | Nacional (Salto del Guairá) | 10   | 6  | 3 | 1 | 2 | 11 | 8  | +3   |  |
| 2    | Salto del Guaira            | 11   | 6  | 3 | 2 | 1 | 11 | 5  | +6   |  |
| 3    | Patriotas                   | 7    | 6  | 1 | 4 | 1 | 7  | 7  | 0    |  |
| 4    | Deportivo Primavera         | 4    | 6  | 1 | 1 | 4 | 3  | 12 | −9   |  |

Actualizado a los partidos jugados el 7 de agosto de 2022.
 Fuente: APF
| SF | Clasificados a Segunda Fase |

| MT | Clasificado como mejor tercero |

| Partidos                                                           | Partidos  | Partidos                                                           | Partidos                                                                 | Partidos    | Partidos | Partidos |
| Equipo 1                                                           | Resultado | Equipo 2                                                           | Estadio                                                                  | Día         | Hora     |          |
| ------------------------------------------------------------------ | --------- | ------------------------------------------------------------------ | ------------------------------------------------------------------------ | ----------- | -------- | -------- |
| Archivo:Bandera del Departamento de Canindeyú.png Nacional SG      | 4 - 1     | Deportivo Primavera                                                | Archivo:Bandera del Departamento de Canindeyú.png Ary Arthur             | 3 de julio  | 15:00    |          |
| Archivo:Bandera del Departamento de Canindeyú.png Salto del Guairá | 0 - 0     | Patriotas                                                          | Archivo:Bandera del Departamento de Canindeyú.png Municipal de Curuguaty | 3 de julio  | 15:00    |          |
| Deportivo Primavera                                                | 1 - 0     | Archivo:Bandera del Departamento de Canindeyú.png Salto del Guairá | Oliborio Cáceres                                                         | 10 de julio | 14:45    |          |
| Archivo:Bandera del Departamento de Canindeyú.png Nacional SG      | 2 - 1     | Patriotas                                                          | Archivo:Bandera del Departamento de Canindeyú.png Nacional               | 10 de julio | 14:45    |          |
| Archivo:Bandera del Departamento de Canindeyú.png Salto del Guairá | 4 - 1     | Archivo:Bandera del Departamento de Canindeyú.png Nacional SG      | Archivo:Bandera del Departamento de Canindeyú.png CEFFCA                 | 17 de julio | 14:45    |          |
| Patriotas                                                          | 1 - 1     | Deportivo Primavera                                                | Paí Coronel                                                              | 17 de julio | 14:45    |          |
| Patriotas                                                          | 3 - 3     | Archivo:Bandera del Departamento de Canindeyú.png Salto del Guairá | Paí Coronel                                                              | 23 de julio | 14:45    |          |
| Deportivo Primavera                                                | 0 - 3     | Archivo:Bandera del Departamento de Canindeyú.png Nacional SG      | Oliborio Cáceres                                                         | 24 de julio | 14:45    |          |
| Archivo:Bandera del Departamento de Canindeyú.png Salto del Guairá | 3 - 0     | Deportivo Primavera                                                | Archivo:Bandera del Departamento de Canindeyú.png CEFFCA                 | 31 de julio | 14:45    |          |
| Patriotas                                                          | 1 - 1     | Archivo:Bandera del Departamento de Canindeyú.png Nacional SG      | Paí Coronel                                                              | 31 de julio | 14:45    |          |
| Deportivo Primavera                                                | 0 - 1     | Patriotas                                                          | Oliborio Cáceres                                                         | 7 de agosto | 15:00    |          |
| Archivo:Bandera del Departamento de Canindeyú.png Nacional SG      | 0 - 1     | Archivo:Bandera del Departamento de Canindeyú.png Salto del Guairá | Archivo:Bandera del Departamento de Canindeyú.png Ary Arthur             | 7 de agosto | 15:00    |          |

### Grupo 4
| Pos. | Equipo                 | Pts. | PJ | G | E | P | GF | GC | Dif. |  |
| ---- | ---------------------- | ---- | -- | - | - | - | -- | -- | ---- |  |
| 1    | Mariscal López         | 10   | 6  | 2 | 4 | 0 | 6  | 3  | +3   |  |
| 2    | Guaraní (Colonia Fram) | 10   | 6  | 3 | 1 | 2 | 6  | 3  | +3   |  |
| 3    | 22 de Setiembre        | 7    | 6  | 2 | 1 | 3 | 6  | 6  | 0    |  |
| 4    | Juventud               | 5    | 6  | 1 | 2 | 3 | 3  | 9  | −6   |  |

Actualizado a los partidos jugados el 7 de agosto de 2022.
 Fuente: APF
| SF | Clasificados a Segunda Fase |

| MT | Clasificado como mejor tercero |

| Partidos         | Partidos  | Partidos        | Partidos         | Partidos    | Partidos | Partidos |
| Equipo 1         | Resultado | Equipo 2        | Estadio          | Día         | Hora     |          |
| ---------------- | --------- | --------------- | ---------------- | ----------- | -------- | -------- |
| Guaraní (Fram)   | 1 - 0     | Juventud        | Hugo Stroessner  | 3 de julio  | 15:00    |          |
| 22 de Setiembre  | 1 - 1     | Mariscal López  | 22 de Setiembre  | 3 de julio  | 15:00    |          |
| 22 de Setiembre  | 1 - 0     | Guaraní (Fram)  | 22 de Setiembre  | 10 de julio | 14:45    |          |
| Mariscal López   | 1 - 1     | Juventud        | Mariscal López   | 10 de julio | 14:45    |          |
| Juventud         | 2 - 1     | 22 de Setiembre | Silverio Fretes  | 16 de julio | 14:45    |          |
| Guaraní (Fram)   | 0 - 1     | Mariscal López  | Hugo Stroessner  | 17 de julio | 14:45    |          |
| Juventud         | 0 - 3     | Guaraní (Fram)  | Silverio Fretes  | 23 de julio | 14:45    |          |
| ' Mariscal López | 2 - 0     | 22 de Setiembre | Mariscal López   | 24 de julio | 14:45    |          |
| Juventud         | 0 - 0     | Mariscal López  | Silverio Fretes  | 30 de julio | 14:45    |          |
| Guaraní (Fram)   | 1 - 0     | 22 de Setiembre | Hugo Stroessner  | 31 de julio | 14:45    |          |
| 22 de Setiembre  | 3 - 0     | Juventud        | 22 de Septiembre | 7 de agosto | 15:00    |          |
| Mariscal López   | 1 - 1     | Guaraní (Fram)  | Mariscal López   | 7 de agosto | 15:00    |          |

### Grupo 5
| Pos. | Equipo                            | Pts. | PJ | G | E | P | GF | GC | Dif. |  |
| ---- | --------------------------------- | ---- | -- | - | - | - | -- | -- | ---- |  |
| 1    | Deportivo Itapuense               | 9    | 6  | 2 | 3 | 1 | 11 | 8  | +3   |  |
| 2    | Cerro Porteño (Presidente Franco) | 8    | 6  | 1 | 5 | 0 | 6  | 5  | +1   |  |
| 3    | Sportivo Obrero                   | 7    | 6  | 1 | 4 | 1 | 8  | 8  | 0    |  |
| 4    | Deportivo Liberación              | 4    | 6  | 0 | 4 | 2 | 7  | 11 | −4   |  |

Actualizado a los partidos jugados el 7 de agosto de 2022.
 Fuente: APF
| SF | Clasificados a Segunda Fase |

| MT | Clasificado como mejor tercero |

| Partidos             | Partidos  | Partidos             | Partidos          | Partidos    | Partidos | Partidos |
| Equipo 1             | Resultado | Equipo 2             | Estadio           | Día         | Hora     |          |
| -------------------- | --------- | -------------------- | ----------------- | ----------- | -------- | -------- |
| Deportivo Liberación | 0 - 0     | Cerro Porteño PF     | Atanacio Villagra | 3 de julio  | 15:00    |          |
| Sportivo Obrero      | 3 - 2     | Deportivo Itapuense  | Hugo Arámbulo     | 3 de julio  | 15:00    |          |
| Deportivo Itapuense  | 4 - 1     | Deportivo Liberación | 22 de Septiembre  | 9 de julio  | 14:45    |          |
| Sportivo Obrero      | 1 - 1     | Cerro Porteño PF     | Hugo Arámbulo     | 10 de julio | 14:45    |          |
| Deportivo Liberación | 0 - 0     | Sportivo Obrero      | Atanacio Villagra | 17 de julio | 14:45    |          |
| Cerro Porteño PF     | 2 - 2     | Deportivo Itapuense  | Felipe Giménez    | 17 de julio | 14:45    |          |
| Cerro Porteño PF     | 2 - 1     | Deportivo Liberación | Felipe Giménez    | 23 de julio | 14:45    |          |
| Deportivo Itapuense  | 1 - 0     | Sportivo Obrero      | 22 de Septiembre  | 24 de julio | 14:45    |          |
| Deportivo Liberación | 2 - 2     | Deportivo Itapuense  | Atanacio Villagra | 30 de julio | 14:45    |          |
| Cerro Porteño PF     | 1 - 1     | Sportivo Obrero      | Felipe Giménez    | 31 de julio | 14:45    |          |
| Deportivo Itapuense  | 0 - 0     | Cerro Porteño PF     | Don Carlos Memmel | 7 de agosto | 15:00    |          |
| Sportivo Obrero      | 3 - 3     | Deportivo Liberación | Hugo Arámbulo     | 7 de agosto | 15:00    |          |

### Grupo 6
| Pos. | Equipo                     | Pts. | PJ | G | E | P | GF | GC | Dif. |  |
| ---- | -------------------------- | ---- | -- | - | - | - | -- | -- | ---- |  |
| 1    | Ovetense                   | 10   | 4  | 3 | 1 | 0 | 7  | 2  | +5   |  |
| 2    | Pettirossi                 | 7    | 4  | 2 | 1 | 1 | 4  | 3  | +1   |  |
| 3    | 12 de Junio de Villa Hayes | 0    | 4  | 0 | 0 | 4 | 2  | 8  | −6   |  |

Actualizado a los partidos jugados el 7 de agosto de 2022.
 Fuente: APF
| SF | Clasificados a Segunda Fase |

| Partidos       | Partidos  | Partidos       | Partidos          | Partidos    | Partidos | Partidos |
| Equipo 1       | Resultado | Equipo 2       | Estadio           | Día         | Hora     |          |
| -------------- | --------- | -------------- | ----------------- | ----------- | -------- | -------- |
| 12 de Junio VH | 1 - 2     | Pettirossi     | Deleón Fosati     | 2 de julio  | 15:00    |          |
| Pettirossi     | 1 - 1     | Ovetense       | Don Carlos Memmel | 10 de julio | 14:45    |          |
| Ovetense       | 2 - 0     | 12 de Junio VH | Ovetenses Unidos  | 17 de julio | 14:45    |          |
| Pettirossi     | 1 - 0     | 12 de Junio VH | Don Carlos Memmel | 24 de julio | 14:45    |          |
| Ovetense       | 1 - 0     | Pettirossi     | Ovetenses Unidos  | 31 de julio | 14:45    |          |
| 12 de Junio VH | 1 - 3     | Ovetense       | Deleón Fosati     | 7 de agosto | 15:00    |          |

### Mejores terceros
Entre los equipos que finalizaron en el tercer puesto de sus respectivos grupos, los cuatro mejores de los grupos de cuatro avanzaron a la segunda fase.
| Equipo                   | Grupo | Pts | PJ | PG | PE | PP | GF | GC | Dif |
| ------------------------ | ----- | --- | -- | -- | -- | -- | -- | -- | --- |
| Sportivo Obrero          | E     | 7   | 6  | 1  | 4  | 1  | 8  | 8  | 0   |
| Patriotas                | C     | 7   | 6  | 1  | 4  | 1  | 7  | 7  | 0   |
| 1 de Marzo (Encarnación) | A     | 7   | 6  | 2  | 1  | 3  | 6  | 6  | 0   |
| 22 de Setiembre          | D     | 7   | 6  | 2  | 1  | 3  | 6  | 6  | 0   |
| Sol del Este             | B     | 5   | 6  | 1  | 2  | 3  | 6  | 8  | -2  |

## Segunda fase
Los 16 equipos se dividieron en 4 grupos de 4 integrantes. Clasificaron los 2 primeros de cada grupo.

### Grupo 1
| Pos. | Equipo             | Pts. | PJ | G | E | P | GF | GC | Dif. |  |
| ---- | ------------------ | ---- | -- | - | - | - | -- | -- | ---- |  |
| 1    | Sportivo Carapeguá | 14   | 6  | 4 | 2 | 0 | 13 | 3  | +10  |  |
| 2    | Sportivo Obrero    | 11   | 6  | 3 | 2 | 1 | 6  | 6  | 0    |  |
| 3    | Patriotas          | 8    | 6  | 2 | 2 | 2 | 11 | 7  | +4   |  |
| 4    | 22 de Setiembre    | 0    | 6  | 0 | 0 | 6 | 1  | 15 | −14  |  |

Actualizado a los partidos jugados el 18 de septiembre de 2022.
 Fuente: APF
| TF | Clasificados a Tercera Fase |

| Partidos           | Partidos  | Partidos           | Partidos               | Partidos         | Partidos | Partidos |
| Equipo 1           | Resultado | Equipo 2           | Estadio                | Día              | Hora     |          |
| ------------------ | --------- | ------------------ | ---------------------- | ---------------- | -------- | -------- |
| Sportivo Obrero    | 2 - 2     | Patriotas          | Hugo Arámbulo          | 14 de agosto     | 14:45    |          |
| 22 de Setiembre    | 1 - 2     | Sportivo Carapeguá | 22 de Setiembre        | 14 de agosto     | 14:45    |          |
| 22 de Setiembre    | 0 - 1     | Sportivo Obrero    | 22 de Setiembre        | 21 de agosto     | 15:00    |          |
| Sportivo Carapeguá | 1 - 1     | Patriotas          | Municipal de Carapeguá | 21 de agosto     | 15:00    |          |
| Sportivo Obrero    | 1 - 1     | Sportivo Carapeguá | Hugo Arámbulo          | 28 de agosto     | 15:00    |          |
| Patriotas          | 2 - 0     | 22 de Septiembre   | Pa'i Coronel           | 28 de agosto     | 15:00    |          |
| Patriotas          | 0 - 1     | Sportivo Obrero    | Pa'i Coronel           | 4 de septiembre  | 15:00    |          |
| Sportivo Carapeguá | 3 - 0     | 22 de Septiembre   | Municipal de Carapeguá | 4 de septiembre  | 15:00    |          |
| Patriotas          | 0 - 3     | Sportivo Carapeguá | Pa'i Coronel           | 11 de septiembre | 15:00    |          |
| Sportivo Obrero    | 1 - 0     | 22 de Setiembre    | Hugo Arámbulo          | 11 de septiembre | 15:00    |          |
| Sportivo Carapeguá | 3 - 0     | Sportivo Obrero    | Municipal de Carapeguá | 18 de septiembre | 15:00    |          |
| 22 de Setiembre    | 0 - 6     | Patriotas          | 22 de Setiembre        | 18 de septiembre | 15:00    |          |

### Grupo 2
| Pos. | Equipo                      | Pts. | PJ | G | E | P | GF | GC | Dif. |  |
| ---- | --------------------------- | ---- | -- | - | - | - | -- | -- | ---- |  |
| 1    | Obreros Unidos              | 12   | 6  | 4 | 0 | 2 | 9  | 5  | +4   |  |
| 2    | Ovetense                    | 11   | 6  | 3 | 2 | 1 | 15 | 5  | +10  |  |
| 3    | Nacional (Salto del Guairá) | 11   | 6  | 3 | 2 | 1 | 12 | 4  | +8   |  |
| 4    | 1 de Marzo (Encarnación)    | 0    | 6  | 0 | 0 | 6 | 2  | 24 | −22  |  |

Actualizado a los partidos jugados el 18 de septiembre de 2022.
 Fuente: APF
| TF | Clasificados a Tercera Fase |

| Partidos                                                      | Partidos  | Partidos                                                      | Partidos                                                     | Partidos         | Partidos | Partidos |
| Equipo 1                                                      | Resultado | Equipo 2                                                      | Estadio                                                      | Día              | Hora     |          |
| ------------------------------------------------------------- | --------- | ------------------------------------------------------------- | ------------------------------------------------------------ | ---------------- | -------- | -------- |
| Obreros Unidos                                                | 2 - 0     | 1 de Marzo (Encarnación)                                      | Obreros Unidos                                               | 14 de agosto     | 14:45    |          |
| Archivo:Bandera del Departamento de Canindeyú.png Nacional SG | 1 - 1     | Ovetense                                                      | Archivo:Bandera del Departamento de Canindeyú.png Ary Arthur | 14 de agosto     | 14:45    |          |
| 1 de Marzo (Encarnación)                                      | 1 - 4     | Archivo:Bandera del Departamento de Canindeyú.png Nacional SG | Nicolás Giménez                                              | 21 de agosto     | 15:00    |          |
| Ovetense                                                      | 2 - 1     | Obreros Unidos                                                | Ovetenses Unidos                                             | 21 de agosto     | 15:00    |          |
| Ovetense                                                      | 8 - 1     | 1 de Marzo (Encarnación)                                      | Ovetenses Unidos                                             | 28 de agosto     | 15:00    |          |
| Archivo:Bandera del Departamento de Canindeyú.png Nacional SG | 1 - 0     | Obreros Unidos                                                | Archivo:Bandera del Departamento de Canindeyú.png Ary Arthur | 28 de agosto     | 15:00    |          |
| Ovetense                                                      | 0 - 0     | Archivo:Bandera del Departamento de Canindeyú.png Nacional SG | Ovetenses Unidos                                             | 3 de septiembre  | 15:00    |          |
| 1 de Marzo (Encarnación)                                      | 0 - 2     | Obreros Unidos                                                | Nicolás Giménez                                              | 4 de septiembre  | 15:00    |          |
| Archivo:Bandera del Departamento de Canindeyú.png Nacional SG | 5 - 0     | 1 de Marzo (Encarnación)                                      | Archivo:Bandera del Departamento de Canindeyú.png Ary Arthur | 11 de septiembre | 15:00    |          |
| Obreros Unidos                                                | 2 - 1     | Ovetense                                                      | Obreros Unidos                                               | 11 de septiembre | 15:00    |          |
| Obreros Unidos                                                | 2 - 1     | Archivo:Bandera del Departamento de Canindeyú.png Nacional SG | Obreros Unidos                                               | 18 de septiembre | 15:00    |          |
| 1 de Marzo (Encarnación)                                      | 0 - 3     | Ovetense                                                      | Nicolás Giménez                                              | 18 de septiembre | 15:00    |          |

### Grupo 3
| Pos. | Equipo                 | Pts. | PJ | G | E | P | GF | GC | Dif. |  |
| ---- | ---------------------- | ---- | -- | - | - | - | -- | -- | ---- |  |
| 1    | Guaraní (Colonia Fram) | 12   | 6  | 3 | 3 | 0 | 11 | 9  | +2   |  |
| 2    | Deportivo Caaguazú     | 11   | 6  | 3 | 2 | 1 | 7  | 4  | +3   |  |
| 3    | Deportivo Itapuense    | 8    | 6  | 2 | 2 | 2 | 7  | 5  | +2   |  |
| 4    | Salto del Guaira       | 1    | 6  | 0 | 1 | 5 | 6  | 13 | −7   |  |

Actualizado a los partidos jugados el 18 de septiembre de 2022.
 Fuente: APF
| TF | Clasificados a Tercera Fase |

| Partidos                                                           | Partidos  | Partidos                                                           | Partidos                                                 | Partidos         | Partidos | Partidos |
| Equipo 1                                                           | Resultado | Equipo 2                                                           | Estadio                                                  | Día              | Hora     |          |
| ------------------------------------------------------------------ | --------- | ------------------------------------------------------------------ | -------------------------------------------------------- | ---------------- | -------- | -------- |
| Deportivo Caaguazú                                                 | 1 - 0     | Deportivo Itapuense                                                | Federico Llamosas                                        | 14 de agosto     | 14:45    |          |
| Guaraní (Fram)                                                     | 4 - 3     | Archivo:Bandera del Departamento de Canindeyú.png Salto del Guairá | Hugo Stroessner                                          | 14 de agosto     | 14:45    |          |
| Deportivo Itapuense                                                | 1 - 1     | Guaraní (Fram)                                                     | Don Carlos Memmel                                        | 21 de agosto     | 15:00    |          |
| Archivo:Bandera del Departamento de Canindeyú.png Salto del Guairá | 0 - 1     | Deportivo Caaguazú                                                 | Archivo:Bandera del Departamento de Canindeyú.png CEFFCA | 21 de agosto     | 15:00    |          |
| Guaraní (Fram)                                                     | 1 - 1     | Deportivo Caaguazú                                                 | Hugo Stroessner                                          | 28 de agosto     | 15:00    |          |
| Deportivo Itapuense                                                | 3 - 1     | Archivo:Bandera del Departamento de Canindeyú.png Salto del Guairá | 22 de Septiembre                                         | 28 de agosto     | 15:00    |          |
| Deportivo Itapuense                                                | 2 - 1     | Deportivo Caaguazú                                                 | 22 de Septiembre                                         | 4 de septiembre  | 15:00    |          |
| Archivo:Bandera del Departamento de Canindeyú.png Salto del Guairá | 2 - 3     | Guaraní (Fram)                                                     | Archivo:Bandera del Departamento de Canindeyú.png CEFFCA | 4 de septiembre  | 15:00    |          |
| Guaraní (Fram)                                                     | 1 - 0     | Deportivo Itapuense                                                | Hugo Stroessner                                          | 11 de septiembre | 15:00    |          |
| Deportivo Caaguazú                                                 | 2 - 0     | Archivo:Bandera del Departamento de Canindeyú.png Salto del Guairá | Federico Llamosas                                        | 11 de septiembre | 15:00    |          |
| Deportivo Caaguazú                                                 | 1 - 1     | Guaraní (Fram)                                                     | Federico Llamosas                                        | 18 de septiembre | 15:00    |          |
| Archivo:Bandera del Departamento de Canindeyú.png Salto del Guairá | 0 - 0     | Deportivo Itapuense                                                | Archivo:Bandera del Departamento de Canindeyú.png CEFFCA | 18 de septiembre | 15:00    |          |

### Grupo 4
| Pos. | Equipo                            | Pts. | PJ | G | E | P | GF | GC | Dif. |  |
| ---- | --------------------------------- | ---- | -- | - | - | - | -- | -- | ---- |  |
| 1    | Cerro Porteño (Presidente Franco) | 10   | 6  | 3 | 1 | 2 | 7  | 5  | +2   |  |
| 2    | Mariscal López                    | 9    | 6  | 2 | 3 | 1 | 7  | 2  | +5   |  |
| 3    | 12 de Junio (Coronel Oviedo)      | 9    | 6  | 2 | 3 | 1 | 6  | 5  | +1   |  |
| 4    | Pettirossi                        | 4    | 6  | 1 | 1 | 4 | 3  | 11 | −8   |  |

Actualizado a los partidos jugados el 18 de septiembre de 2022.
 Fuente: APF
| TF | Clasificados a Tercera Fase |

| Partidos         | Partidos  | Partidos         | Partidos          | Partidos         | Partidos | Partidos |
| Equipo 1         | Resultado | Equipo 2         | Estadio           | Día              | Hora     |          |
| ---------------- | --------- | ---------------- | ----------------- | ---------------- | -------- | -------- |
| 12 de Junio CO   | 2 - 1     | Cerro Porteño PF | José S. Decoud    | 14 de agosto     | 13:30    |          |
| Mariscal López   | 3 - 0     | Pettirossi       | Mariscal López    | 14 de agosto     | 14:45    |          |
| 12 de Junio CO   | 2 - 1     | Pettirossi       | José S. Decoud    | 21 de agosto     | 15:00    |          |
| Cerro Porteño PF | 1 - 1     | Mariscal López   | Felipe Giménez    | 21 de agosto     | 15:00    |          |
| Mariscal López   | 0 - 0     | 12 de Junio CO   | Mariscal López    | 28 de agosto     | 15:00    |          |
| Pettirossi       | 1 - 0     | Cerro Porteño PF | Don Carlos Memmel | 28 de agosto     | 15:00    |          |
| Cerro Porteño PF | 2 - 1     | 12 de Junio CO   | Felipe Giménez    | 3 de septiembre  | 15:00    |          |
| Pettirossi       | 0 - 3     | Mariscal López   | Don Carlos Memmel | 4 de septiembre  | 15:00    |          |
| Pettirossi       | 1 - 1     | 12 de Junio CO   | Don Carlos Memmel | 11 de septiembre | 15:00    |          |
| Mariscal López   | 0 - 1     | Cerro Porteño PF | Mariscal López    | 11 de septiembre | 15:00    |          |
| 12 de Junio CO   | 0 - 0     | Mariscal López   | José S. Decoud    | 18 de septiembre | 15:00    |          |
| Cerro Porteño PF | 2 - 0     | Pettirossi       | Felipe Giménez    | 18 de septiembre | 15:00    |          |

## Tercera fase
Los 8 equipos se dividen en 2 grupos de 4 equipos cada uno. Los dos primeros pasarán a las semifinales.

### Grupo 1
| Pos. | Equipo                            | Pts. | PJ | G | E | P | GF | GC | Dif. |  |
| ---- | --------------------------------- | ---- | -- | - | - | - | -- | -- | ---- |  |
| 1    | Ovetense                          | 12   | 6  | 3 | 3 | 0 | 8  | 4  | +4   |  |
| 2    | Sportivo Carapeguá                | 11   | 6  | 3 | 2 | 1 | 11 | 5  | +6   |  |
| 3    | Cerro Porteño (Presidente Franco) | 5    | 6  | 1 | 2 | 3 | 3  | 9  | −6   |  |
| 4    | Sportivo Obrero                   | 3    | 6  | 0 | 3 | 3 | 4  | 8  | −4   |  |

Actualizado a los partidos jugados el 30 de octubre de 2022.
 Fuente: APF
| SF | Clasificados a Semifinales |

| Partidos           | Partidos  | Partidos           | Partidos               | Partidos         | Partidos | Partidos |
| Equipo 1           | Resultado | Equipo 2           | Estadio                | Día              | Hora     |          |
| ------------------ | --------- | ------------------ | ---------------------- | ---------------- | -------- | -------- |
| Cerro Porteño PF   | 1 - 2     | Sportivo Carapeguá | Felipe Giménez         | 25 de septiembre | 15:00    |          |
| Ovetense           | 2 - 1     | Sportivo Obrero    | Ovetenses Unidos       | 25 de septiembre | 15:00    |          |
| Sportivo Carapeguá | 1 - 2     | Ovetense           | Municipal de Carapeguá | 2 de octubre     | 15:00    |          |
| Sportivo Obrero    | 0 - 0     | Cerro Porteño PF   | Hugo Arámbulo          | 2 de octubre     | 15:00    |          |
| Sportivo Obrero    | 2 - 2     | Sportivo Carapeguá | Hugo Arámbulo          | 9 de octubre     | 16:00    |          |
| Cerro Porteño PF   | 1 - 1     | Ovetense           | Felipe Giménez         | 9 de octubre     | 16:00    |          |
| Sportivo Carapeguá | 4 - 0     | Cerro Porteño PF   | Municipal de Carapeguá | 16 de octubre    | 16:00    |          |
| Sportivo Obrero    | 1 - 1     | Ovetense           | Hugo Arámbulo          | 16 de octubre    | 16:00    |          |
| Cerro Porteño PF   | 1 - 0     | Sportivo Obrero    | Felipe Giménez         | 22 de octubre    | 16:00    |          |
| Ovetense           | 0 - 0     | Sportivo Carapeguá | Ovetenses Unidos       | 23 de octubre    | 16:00    |          |
| Ovetense           | 2 - 0     | Cerro Porteño PF   | Ovetenses Unidos       | 29 de octubre    | 16:00    |          |
| Sportivo Carapeguá | 2 - 0     | Sportivo Obrero    | Municipal de Carapeguá | 30 de octubre    | 16:00    |          |

### Grupo 2
| Pos. | Equipo                 | Pts. | PJ | G | E | P | GF | GC | Dif. |  |
| ---- | ---------------------- | ---- | -- | - | - | - | -- | -- | ---- |  |
| 1    | Deportivo Caaguazú     | 13   | 6  | 4 | 1 | 1 | 8  | 6  | +2   |  |
| 2    | Mariscal López         | 10   | 6  | 3 | 1 | 2 | 8  | 5  | +3   |  |
| 3    | Obreros Unidos         | 9    | 6  | 3 | 0 | 3 | 5  | 7  | −2   |  |
| 4    | Guaraní (Colonia Fram) | 2    | 6  | 0 | 2 | 4 | 5  | 10 | −5   |  |

Actualizado a los partidos jugados el 30 de octubre de 2022.
 Fuente: APF
Notas:
1. 1 2  Mariscal López ganó una protesta al Obreros Unidos por el partido de la fecha 3, se le otorgaron los 3 puntos de dicho encuentro y se anularon los goles convertidos por el Obreros Unidos.

| SF | Clasificados a Semifinales |

| Partidos           | Partidos  | Partidos           | Partidos          | Partidos         | Partidos | Partidos |
| Equipo 1           | Resultado | Equipo 2           | Estadio           | Día              | Hora     |          |
| ------------------ | --------- | ------------------ | ----------------- | ---------------- | -------- | -------- |
| Mariscal López     | 0 - 0     | Guaraní (Fram)     | Mariscal López    | 25 de septiembre | 15:00    |          |
| Obreros Unidos     | 0 - 1     | Deportivo Caaguazú | Obreros Unidos    | 26 de septiembre | 15:00    |          |
| Guaraní (Fram)     | 1 - 2     | Obreros Unidos     | Hugo Stroessner   | 2 de octubre     | 15:00    |          |
| Deportivo Caaguazú | 2 - 1     | Mariscal López     | Federico Llamosas | 2 de octubre     | 15:00    |          |
| Deportivo Caaguazú | 2 - 2     | Guaraní (Fram)     | Federico Llamosas | 9 de octubre     | 16:00    |          |
| Mariscal López     | 1 - 1     | Obreros Unidos     | Mariscal López    | 9 de octubre     | 16:00    |          |
| Deportivo Caaguazú | 1 - 0     | Obreros Unidos     | Federico Llamosas | 16 de octubre    | 14:00    |          |
| Guaraní (Fram)     | 0 - 2     | Mariscal López     | Ofelio Schukovsky | 16 de octubre    | 16:00    |          |
| Mariscal López     | 2 - 0     | Deportivo Caaguazú | Mariscal López    | 23 de octubre    | 16:00    |          |
| Obreros Unidos     | 2 - 1     | Guaraní (Fram)     | Obreros Unidos    | 23 de octubre    | 16:00    |          |
| Guaraní (Fram)     | 1 - 2     | Deportivo Caaguazú | Hugo Stroessner   | 29 de octubre    | 16:00    |          |
| Obreros Unidos     | 3 - 2     | Mariscal López     | Obreros Unidos    | 30 de octubre    | 16:00    |          |

## Fase final
|  | Semifinales        | Semifinales        | Semifinales        | Semifinales        | Semifinales |   |                    | Final              | Final | Final |  |
|  |                    |                    |                    |                    |             |   |                    |                    |       |       |  |
|  |                    |                    |                    |                    |             |   |                    |                    |       |       |  |
|  | Sportivo Carapeguá | Sportivo Carapeguá | 1                  | 2                  | 3(5)        |   |                    |                    |       |       |  |
|  | Sportivo Carapeguá | Sportivo Carapeguá | 1                  | 2                  | 3(5)        |   |                    |                    |       |       |  |
|  | Mariscal López     | Mariscal López     | 0                  | 3                  | 3(3)        |   |                    |                    |       |       |  |
|  | Mariscal López     | Mariscal López     | 0                  | 3                  | 3(3)        |   | Sportivo Carapeguá | Sportivo Carapeguá | 1     |       |  |
|  |                    |                    |                    |                    |             |   | Sportivo Carapeguá | Sportivo Carapeguá | 1     |       |  |
|  |                    |                    | Deportivo Caaguazú | Deportivo Caaguazú | 0           |   |                    |                    |       |       |  |
|  | Deportivo Caaguazú | Deportivo Caaguazú | Deportivo Caaguazú | Deportivo Caaguazú | 0           | 2 | 2                  | 4                  |       |       |  |
|  | Deportivo Caaguazú | Deportivo Caaguazú |                    |                    |             | 2 | 2                  | 4                  |       |       |  |
|  | Ovetense           | Ovetense           | 2                  | 1                  | 3           |   |                    |                    |       |       |  |
|  | Ovetense           | Ovetense           | 2                  | 1                  | 3           |   |                    |                    |       |       |  |
|  |                    |                    |                    |                    |             |   |                    |                    |       |       |  |

| Semifinales        | Semifinales      | Semifinales        | Semifinales            | Semifinales     | Semifinales | Semifinales |
| Equipo 1           | Resultado        | Equipo 2           | Estadio                | Día             | Hora        |             |
| ------------------ | ---------------- | ------------------ | ---------------------- | --------------- | ----------- | ----------- |
| Ovetense           | 2 - 2            | Deportivo Caaguazú | José S. Decoud         | 6 de noviembre  | 16:00       |             |
| Mariscal López     | 0 - 1            | Sportivo Carapeguá | Municipal de Carapeguá | 6 de noviembre  | 16:00       |             |
| Sportivo Carapeguá | 2 - 3 (5-3 pen.) | Mariscal López     | Municipal de Carapeguá | 13 de noviembre | 17:00       |             |
| Deportivo Caaguazú | 2 - 1            | Ovetense           | Federico Llamosas      | 13 de noviembre | 17:00       |             |

| Final                  | Final     | Final              | Final                | Final           | Final | Final |
| Equipo 1               | Resultado | Equipo 2           | Estadio              | Día             | Hora  |       |
| ---------------------- | --------- | ------------------ | -------------------- | --------------- | ----- | ----- |
| Sportivo Carapeguá (C) | 1 - 0     | Deportivo Caaguazú | Defensores del Chaco | 20 de noviembre | 18:00 |       |

## Campeón
|                                |
| Sportivo Carapeguá 1.er título |